# Polewskoj
Polewskoj (ros. Полевской) – miasto we wschodniej części Rosji, w obwodzie swierdłowskim, na Uralu. Liczy około 60 tys. mieszkańców (2021).

## Galeria

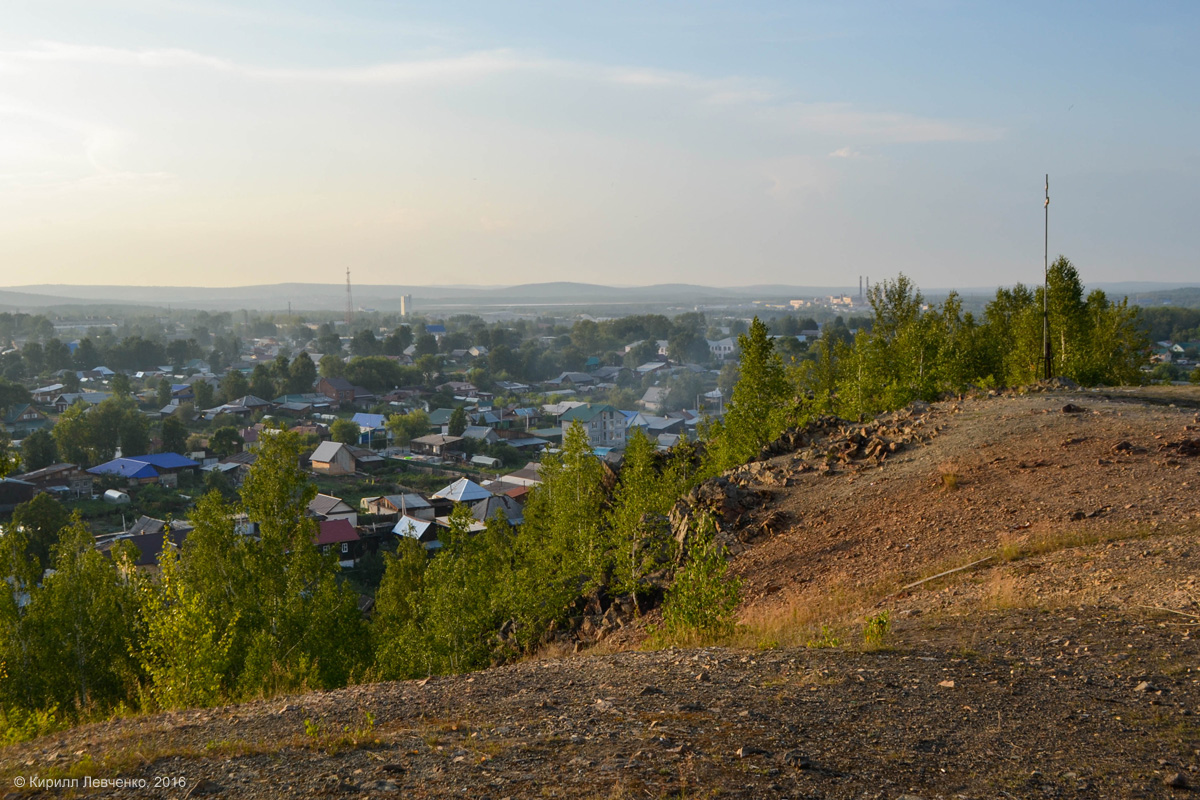
Widok z Dumnej Góry
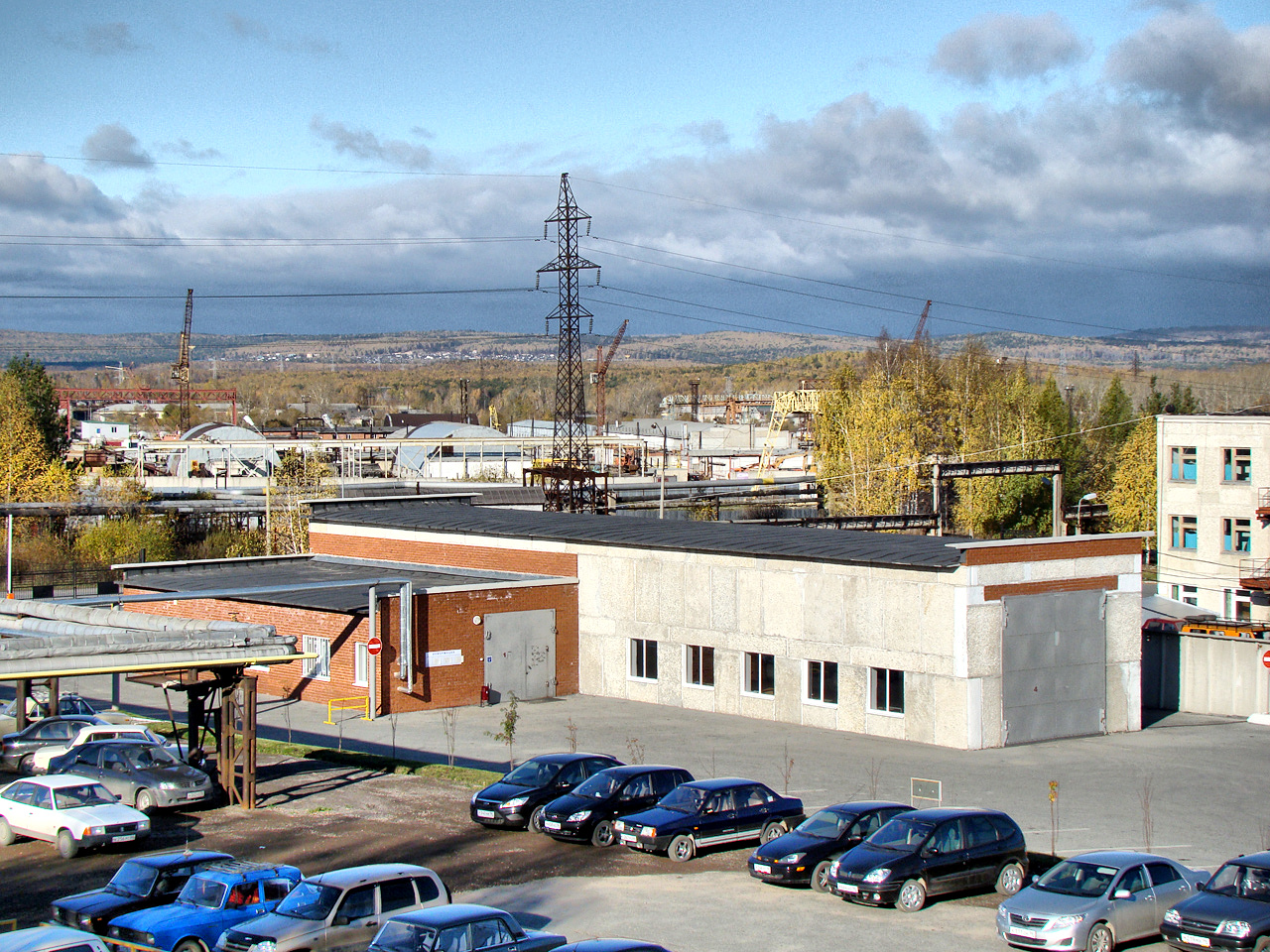
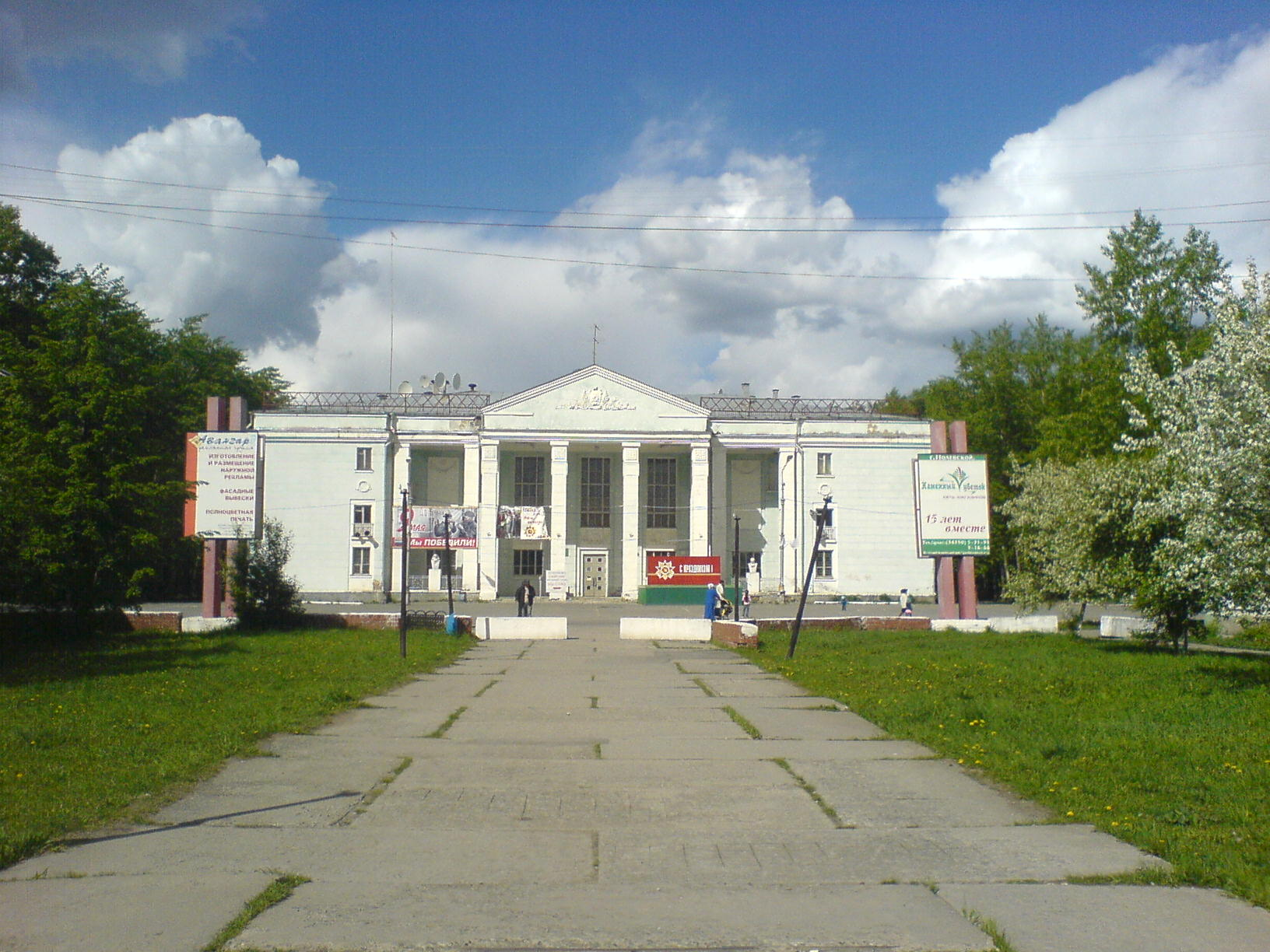
Dworzec Kultury
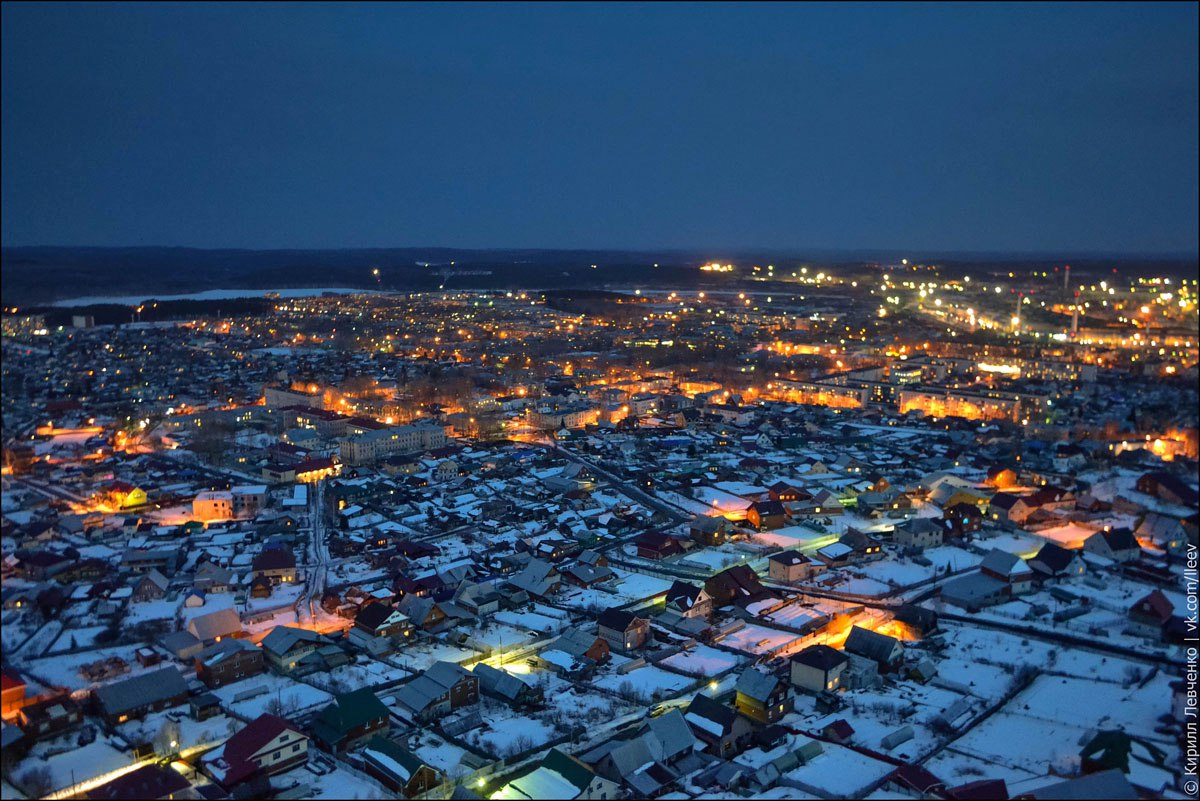
Polewskoj wieczorem